# Lúcio Apústio Fulão
Lúcio Apústio Fulão (em latim: Lucius Apustius Fullo) foi um político da gente Apústia da República Romana eleito cônsul em 226 a.C. com Marco Valério Máximo Messala.

## Consulado (226 a.C.)
Foi eleito cônsul com Marco Valério Máximo Messala em 226 a.C.. Naquele ano, Roma estava se preparando para uma iminente invasão gaulesa. Os Livros Sibilinos haviam predito que os gauleses e os gregos conquistariam a cidade; para realizar e, ao mesmo tempo, esconjurar a profecia, os pontífices enterraram vivos um gaulês com sua mulher e uma grega. A pena foi executada no Fórum Boário, em Roma. O ano inteiro do consulado de Fulão foi utilizado para realizar um alistamento por toda a Itália, comandado por Messala, para preparar o exército romano.

## Segunda Guerra Púnica
Em 215 a.C., Fulão era o comandante da guarnição romana em Taranto e seus soldados embarcaram nos cinquenta e cinco navios do prefeito da frota Públio Valério Flaco com o objetivo de proteger o litoral da Apúlia e realizar missões de reconhecimento na costa oriental do mar Adriático para controlar os movimentos de Filipe V da Macedônia.